# Прогресивна ліберальна партія
Прогресивна ліберальна партія (ПЛП) — популістська та соціальна ліберальна партія на Багамських Островах. Партія займає ліві позиції політичного спектру. Нинішнім лідером і колишнім головою уряду країни (з 7 травня 2012 року) є Перрі Крісті.
ПЛП було засновано 1953 року, за 20 років до здобуття Багамами незалежності. Партія була при владі загальним ліком понад 30 років: з 1967 до 1992, з 2002 до 2007 та з 2012 року донині. Лідером партії у 1967 році був Лінден Піндлінг.